# Escape at Dannemora
Escape at Dannemora est une mini-série télévisée américaine en sept parties de 51 à 98 minutes créée par Brett Johnson et Michael Tolkin, réalisée par Ben Stiller, et diffusée entre le 18 novembre et le 30 décembre 2018 sur Showtime. L'intrigue s'inspire de l'histoire vraie de l'évasion en 2015 de deux détenus de la prison de Dannemora.
En France, le feuilleton a été diffusé sur Canal+ Séries à partir du 20 novembre 2018, et au Québec à partir du 22 mars 2019 à Super Écran. Il reste inédit dans les autres pays francophones.

## Synopsis
Richard Matt et David Sweat sont deux meurtriers détenus dans la prison de Dannemora, dans le nord de l'État de New York. À l'été 2015, ils parviennent à s'évader. Une grande chasse à l'homme est lancée et tient en haleine tous les Américains. Richard Matt et David Sweat ont pu bénéficier de l'aide de Tilly Mitchell, une employée de la prison qui aurait entretenu une liaison de plusieurs mois avec les deux hommes. De plus, le mari de cette dernière, Lyle, travaille également dans le pénitencier .

## Distribution

### Acteurs principaux
- Benicio del Toro (VF : Boris Rehlinger) : Richard Matt[3]
- Patricia Arquette (VF : Françoise Cadol) : Tilly Mitchell[3]
- Paul Dano (VF : Donald Reignoux) : David Sweat[3]
- Bonnie Hunt (VF : Céline Monsarrat) : Catherine Leahy Scott[4]
- Eric Lange (VF : Arnaud Arbessier) : Lyle Mitchell
- David Morse (VF : Philippe Peythieu) : Gene Palmer

### Acteurs secondaires
- Jeremy Bobb (VF : Bernard Gabay) : Dennis Lambert
- Dominic Colón (VF : Cédric Ingard) : Odell Martinez
- Calvin Dutton (VF : Vincent Bonnasseau) : Kilo
- Joshua Rivera (VF : Arnaud Laurent) : Angel
- Carolyn Mignini (VF : Cathy Cerdà) : Ilene Mulvaney
- Antoni Corone (VF : Achille Orsoni) : Gary

### Invités
- Michael Imperioli : Andrew Cuomo, le gouverneur de l'État de New York[5]
- Charlie Hofheimer : Kenny, premier mari de Joyce Mitchell
- Jim Parrack : Kevin Tarsia, un député du shérif

## Fiche technique
Sauf indication contraire, les informations mentionnées dans cette section peuvent être confirmées par la base de données cinématographiques IMDb,  présente dans la section « Liens externes ».
- Créateurs : Brett Johnson et Michael Tolkin
- Réalisation : Ben Stiller
- Scénario : Brett Johnson et Michael Tolkin, Jerry Stahl (2 épisodes)
- Musique : Ed Shearmur
- Photographie : Jessica Lee Gagné
- Décors : Mark Ricker
- Producteurs : Ben Stiller, Brett Johnson, Michael Tolkin, Bryan Zuriff, Michael De Luca, Nicky Weinstock et Bill Carraro
- Société de production : Red Hour Productions

## Épisodes
Les épisodes, sans titre original, sont numérotés de un à sept. En France, le septième épisode a été divisé en deux parties, formant huit parties.

## Distinction
- Golden Globes 2019 : Meilleure actrice dans une mini-série ou un téléfilm pour Patricia Arquette